# 呂坤修
呂坤修（1966年—），中華民國陸軍二級上將，現任陸軍司令部上將司令，曾任陸軍司令部中將副司令、陸軍八軍團中將指揮官、總統府中將侍衛長、陸軍澎防部中將指揮官、陸軍步訓部少將指揮官、參謀本部訓次室軍事訓練處少將處長、陸軍機步333旅少將旅長。畢業於陸軍官校57期（1988年班；正77年班）、國防大學陸軍學院1999年班（88年班）、國防大學戰爭學院2005年班（94年班）、國立中山大學高階經營碩士（EMBA 第20屆）。2025年1月16日奉總統賴清德之命令調任陸軍司令，同時晉陞陸軍二級上將，為陸、海、空三軍官校77年班第一位晉陞上將的將官。

## 備註
1. ↑  同期畢業之現役將領有李定中、葉國輝、劉協慶、簡華慶等